# Lindhardt (Kitzscher)
Lindhardt ist ein Ortsteil der sächsischen Stadt Kitzscher im Landkreis Leipzig. Die Siedlung gehörte ursprünglich zu Steinbach und wurde 1886 nach Kitzscher umgegliedert.

## Geographie

### Geographische Lage
Die Siedlung Lindhardt befindet sich im Nordosten von Kitzscher und liegt auch in dessen Gemarkung.

### Nachbarorte
|           | Hainichen mit Apelt                         |           |
|           | Kompassrose, die auf Nachbargemeinden zeigt | Steinbach |
| Kitzscher |                                             |           |

## Geschichte
Das Dorf Lindhardt wurde im Jahr 1350 als Lindenhart bzw. Lingenhart genannt. Um 1439 wurde der Ort als wüst bezeichnet. Das Vorwerk Lindhardt mit der dazugehörigen Gutssiedlung ist ab 1606 belegt. Es gehörte bezüglich der Grundherrschaft zunächst zum Rittergut Otterwisch, ab 1619 zum Rittergut Steinbach. Kirchlich gehört Lindhardt bis heute zu Steinbach. Gemeinsam mit dem Rittergut Steinbach kam das Vorwerk Lindhardt um 1700 in den Besitz der Familie von Kötteritz, im Jahr 1719 an die Familie von Pflugk und 1754 an die Familie Baumann, die Rittergut und Vorwerk bis 1844 besaßen.
Bis zur Wiederbesiedlung um 1606 gehörte Lindhardt zum kursächsischen Erbamt Grimma und anschließend bis 1856 zum kursächsischen bzw. königlich-sächsischen Amt Borna. Ab Oktober 1856 gehörte der Ort zum Gerichtsamt Lausick und ab dem 15. Oktober 1874 zur Amtshauptmannschaft Borna. Im Jahr 1886 erfolgte die Trennung des Vorwerkes Lindhardt mit der dazugehörigen Gutssiedlung vom selbständigen Gutsbezirk Rittergut Steinbach und die Angliederung an den selbständigen Gutsbezirk Rittergut Kitzscher. Dies geschah vermutlich im Zusammenhang des im gleichen Jahr erfolgten Kaufs durch die Familie von Arnim, welche das Schloss Kitzscher besaßen. Curt von Arnim, der letzte Besitzer des Vorwerks Lindhardt, wurde im Zuge der Bodenreform in der Sowjetischen Besatzungszone ab 1945 enteignet. Aufgrund eines Brandes in späterer Zeit ist von der historischen Bausubstanz nichts mehr erhalten. Heute befindet sich am Standort ein Pferdesportzentrum.
Durch die zweite Kreisreform in der DDR im Jahr 1952 wurde Lindhardt als Ortsteil von Kitzscher dem Kreis Borna im Bezirk Leipzig angegliedert, welcher ab 1990 als sächsischer Landkreis Borna fortgeführt wurde und 1994 im Landkreis Leipziger Land bzw. 2008 im Landkreis Leipzig aufging.